# Liste d'ouvrages sur l'Égypte antique classés par thème
Voir aussi la liste des Ouvrages de référence sur l'Égypte antique classés par auteur.

## Animaux
- Jean-Olivier Gransard-Desmond, Étude sur les canidae des temps pré-pharaoniques en Égypte et au Soudan, Oxford, BAR-IS 1260, 2004, 89 p. (ISBN 1-84171-618-9).
- Nicole Brix, « Les serpents dans la religion et la vie quotidienne de l'Égypte antique », Toutânkhamon Magazine,‎ juin/juillet 2004.
- Nicole Brix, Étude de la faune ophdienne de l'Égypte ancienne, Tome 1: Généralités sur les ophidiens Tome 2: Monographies ophidiennes BoD 18.01.2011

## Archéologie
- Jean Vercoutter, À la recherche de l’Égypte oubliée, Paris, Éditions Gallimard, coll. « Découvertes Gallimard / Archéologie » (no 1), 1986, 224 p. (ISBN 978-2-0705-3028-1).
- Michel Dewachter, Champollion : Un scribe pour l’Égypte, Paris, Éditions Gallimard, coll. « Découvertes Gallimard / Archéologie » (no 96), 1990, 144 p. (ISBN 978-2-0705-3103-5).
- Françoise Dunand et Roger Lichtenberg, Les Momies : Un voyage dans l’éternité, Paris, Éditions Gallimard, coll. « Découvertes Gallimard / Archéologie » (no 118), 1991, 128 p. (ISBN 978-2-0705-3167-7).
- Jean-Pierre Corteggiani, Les Grandes Pyramides : Chronique d’un mythe, Paris, Éditions Gallimard, coll. « Découvertes Gallimard / Archéologie » (no 501), 2006, 128 p. (ISBN 978-2-0703-3941-9).
- Art et Archéologie: l'Égypte ancienne, Christiane Ziegler & Jean-Luc Bovot, Manuels de l'École du Louvre, 2001.
- Les Oasis d'Égypte dans l'Antiquité, des origines au IIe millénaire av. J.-C., Michel Valloggia, Gollion, Suisse, 2004.
- Système constructif des pyramides, Pierre Crozat, Canevas Ed., 1997,  (ISBN 2-88382-065-1)
- Le Génie des Pyramides, Pierre Crozat, Dervy Ed., 2002,  (ISBN 2844541615)
- Les Pyramides d'Égypte. Une histoire simple. Analyse mathématique, Pierre Henri Communay, Groupe de Recherche et d'Édition, 2005, 612 p., 16 × 24 cm,  (ISBN 2-84139-037-3).
- L'Énigme des Pyramides Rê-solue. Code hélios, Pierre Henri Communay, Groupe de Recherche et d'Édition, 2007, 310 p., 16 × 24 cm,  (ISBN 2-84139-038-1).

## Droit
- Alexandra Philip-Stéphan, Dire le droit en Égypte pharaonique. Contribution à l'étude des structures et mécanismes juridictionnels jusqu'au Nouvel Empire, Bruxelles, Safran, 2008, 336 p. (ISBN 978-2-87457-018-6, présentation en ligne)

## Femme
- Christiane Desroches Noblecourt, La femme au temps des pharaons, Stock, 1986
- Christian Jacq, Les Égyptiennes, Pocket, 1998
- Florence Gombert-Meurice et Frédéric Payraudeau, Servir les dieux d'Égypte : Prétresses d'Amon, Paris, Somogy éditions d'art, 2018, 360 p. (ISBN 978-2-7572-1480-0)

## Hiéroglyphes
- Égyptien hiéroglyphique. Grammaire pratique du moyen égyptien et exercices d'application, Claude Obsomer, Langues et cultures anciennes, éd. Safran, 2003 ;
- Introduction à l'étude des hiéroglyphes, Henri Sottas & Étienne Drioton, Librairie orientaliste Geuthner, 1922 ;
- Principes généraux de l'écriture sacrée, nouvelle édition préfacée par Christiane Ziegler, Jean-François Champollion, Institut d'Orient, 1984 ;
- Alan Henderson Gardiner, Egyptian Grammar [détail des éditions] ;
- Grammaire de l'égyptien classique, Gustave Lefebvre, 1955 ;
- Pierre Grandet, Bernard Mathieu, Cours d'égyptien hiéroglyphique [détail des éditions] ;
- Michel Dewachter, Champollion : Un scribe pour l’Égypte, Paris, Éditions Gallimard, coll. « Découvertes Gallimard / Archéologie » (no 96), 1990, 144 p. (ISBN 978-2-0705-3103-5) ;
- Petite Grammaire de l'égyptien hiéroglyphique, Bernadette Menu, Geuthner

## Histoire
- Alexandrie la Grande, André Bernand, éd. Hachette, 1996.
- L'Égypte - Des origines à la conquête d'Alexandre, Étienne Drioton & Jacques Vandier, P.U.F., 1938.
- Aux origines de l'Égypte. Du Néolithique à l'émergence de l'État, Béatrice Midant-Reynes, éd. Fayard, 2003.
- Nicolas Grimal, Histoire de l'Égypte ancienne (œuvre écrite), Librairie Arthème Fayard, Paris, 25 novembre 1988..
- L'Afrique dans l'Antiquité — Égypte ancienne-Afrique noire, Théophile Obenga, éd. Présence Africaine, Paris, 1973.
- L’Égypte, la Grèce et l’école d’Alexandrie – Histoire interculturelle dans l’Antiquité – Aux sources égyptiennes de la philosophie grecque, Théophile Obenga, éd. Khepera / L’Harmattan, Paris, 2005.
- L'Égypte ancienne, Jean Vercoutter, coll. Que sais-je ?, no 247, P.U.F., 1982.
- L'Égypte et la Vallée du Nil. Tome 1. Des origines à la fin de l'Ancien Empire, Jean Vercoutter, Paris, 1992.
- L'Égypte et la Vallée du Nil. Tome 2. De la fin de l'Ancien Empire à la fin du Nouvel Empire, Claude Vandersleyen, Paris, 1995.

## Linguistique
- Origine commune de l'égyptien ancien, du copte et des langues négro-africaines modernes. Introduction à la linguistique historique africaine, Théophile Obenga, éd. L'Harmattan, Paris, 1993.

## Mathématiques
- Les Pyramides d'Égypte. Une histoire simple. Analyse mathématique, Pierre Henri Communay, Groupe de Recherche et d'Édition, 2005,  (ISBN 2-84139-037-3).
- L'Énigme des Pyramides Rê-solue. Code Hélios, Pierre Henri Communay, Groupe de Recherche et d'Édition, 2007,  (ISBN 2-84139-038-1 et 9 782841 390380).
- Marianne Michel, Les mathématiques de l'Égypte ancienne. Numération, métrologie, arithmétique, géométrie et autres problèmes, Bruxelles, Safran (éditions), 2023, 604 p. [détail des éditions].
- La Géométrie égyptienne - Contribution de l'Afrique antique à la mathématique mondiale, Théophile Obenga, éd. L’Harmattan / Khepera, Paris, 1995.

## Médecine
- Richard-Alain Jean, À propos des objets égyptiens conservés au musée d'histoire de la médecine, Université René Descartes - Paris V, Paris, 1999  (ISBN 2-9508470-3-X).
- Richard-Alain Jean, et al. Protocole CROCO - I & CROCO II : Détermination des composés utiles à la pharmacopée et contenus dans les selles et le sang du crocodile du Nil, éd. Université Denis Diderot - Paris VII, Paris, 2001 (= R.-A. Jean, G. Durand, A. Andremont, L. Barbot, V. de Bufrénil, N. Cherubin, G. Feldmann, E. Ferrary, L. Fougeirol, J.G. Gobert, C. Harault, O. Kosmider, G. Le Moël, A.-M. Loyrette, J. Pierre, T. Phung-Koskas, C. SiferI, M. Teixiera, À propos des zoothérapies en médecine égyptienne, I, Les reptiles, 1, Le Crocodylus niloticus Laurenti (1). Protocole CROCO I, CNRS, Paris V, Paris VII et Paris XI, 2000 ; R.-A. Jean, T. Berthier, V. de Bufrénil, M. Hakim, A.-M. Loyrette, À propos des zoothérapies en médecine égyptienne, I, Les reptiles, 1, Le Crocodylus niloticus Laurenti(2). Protocole CROCO II, CNRS, Paris-V, Paris-VII et Paris-XI, 2001.CNRS, Paris V, Paris VII et Paris XI, 2001.
- Richard-Alain Jean, et al. Film : R-A Jean, L. Delalex, L. Fougeirol, N. Goldzahl, M. Lesggy, M. Morelli, D. Heck, S. Durin, Médecine et Contraception en Égypte Ancienne. La pharmacopée et les crocodiles, Reportage de VM Production en collaboration avec le Ministère de l’Enseignement Supérieur et de la Recherche ;
- Richard-Alain Jean, Anne-Marie Loyrette, « La reproduction », Encyclopédie religieuse de l’Univers végétal (ERUV - II), Montpellier, S.H. Aufrère (éd.), 2001, p. 537-564  (ISBN 2-8426-9309-4) ;
- Richard-Alain Jean, Anne-Marie Loyrette, « La contraception », Encyclopédie religieuse de l’Univers végétal (ERUV - II), Montpellier, S.H. Aufrère (éd.), 2001, p. 564-592  (ISBN 2-8426-9309-4) ;
- Richard-Alain Jean, Anne-Marie Loyrette, « La gynécologie (1) », Encyclopédie religieuse de l’Univers végétal (ERUV - III), Montpellier, S.H. Aufrère (éd.), 2005, p. 351-487  (ISBN 2-84269-695-6) ;
- Richard-Alain Jean, Anne-Marie Loyrette, La mère, l'enfant et lait en Égypte ancienne, Paris, S.H. Aufrère (éd.), éd. L’Harmattan, coll. Kubaba – Série Antiquité – Université de Paris 1, Panthéon Sorbonne », 2010, 516 p. (ISBN 978-2-296-13096-8).
- Richard-Alain Jean, La chirurgie en Égypte ancienne. À propos des instruments médico-chirurgicaux métalliques égyptiens conservés au musée du Louvre, Cybele, Paris, 2012  (ISBN 978-2-915840-29-2).
- Richard-Alain Jean, Fawzia Hadge-Din, Abdel Haziz, Anne-Marie Loyrette, Xavier Riaud et coll., Les cahiers Intégrés de Médecine Égyptienne (CIME -  I), Cherbourg - Paris - Le Caire, 2014  (ISBN 978-2-9541072-2-6) ;
- Richard-Alain Jean, Fawzia Hadge-Din, Abdel Haziz, Anne-Marie Loyrette, Jean-Pierre Martin, Xavier Riaud et coll., Les cahiers Intégrés de Médecine Égyptienne (CIME -  II), Cherbourg - Angers - Paris - Le Caire, 2015  (ISBN 978-2-9541072-3-3) ;
- Richard-Alain Jean, Histoire de la médecine en Égypte ancienne, Paris, 2013-,  (ISSN 2270-2105), publication électronique.
- Frans Jonckheere, Le papyrus médical Chester Beatty, coll. la médecine égyptienne 2, Bruxelles, Éditions de la Fondation égyptologique Reine Élisabeth, 1947.
- Frans Jonckheere, Une maladie égyptienne : l'hématurie parasitaire, coll. la médecine égyptienne, 1, Bruxelles, Fondation égyptologique Reine Élisabeth, 1944.
- Ange Pierre Leca, La Médecine égyptienne au temps des Pharaons, Paris, éd. Dacosta, 1992, 486 p. (ISBN 2-85128-029-5) ;
- Thierry Bardinet (trad. du grec ancien), Les papyrus médicaux de l'Égypte pharaonique : traduction intégrale et commentaire, Paris, éd. Fayard, 1995, 590 p. (ISBN 2-213-59280-2) ;

## Pharaons
- Cyril Aldred, Akhenaten, pharaoh of Egypt, Londres, Thames and Hudson, 1968
- Peter A. Clayton, Chronique des pharaons [détail des éditions]
- Christiane Desroches Noblecourt, Ramsès II la véritable histoire [détail des éditions]
- Pascal Vernus & Jean Yoyotte, Dictionnaire des pharaons [détail des éditions]
- Marie-Ange Bonheme et Annie Forgeau, Pharaon. Les secrets du pouvoir, Armand Colin, 1988

## Religion
- Temples of the last pharaohs, Dieter Arnold, Oxford University Press, New York, 1999.
- Mort et au-delà dans l'Égypte ancienne, Jan Assmann, 2003.
- Images et rites de la mort dans l'Égypte ancienne, Jan Assmann & Christiane Zivie-Coche, Cybèle, Paris, 2000.
- Le Livre des Morts des anciens Égyptiens, Paul Barguet, éd. du Cerf, 1967.
- Les textes des sarcophages égyptiens du Moyen Empire, Paul Barguet, éd. du Cerf, 1986.
- Hymnes et prières de l'Égypte ancienne, André Baruq & François Daumas, Paris, 1980.
- Petit Dictionnaire des dieux égyptiens, Alain Blottière, éd. Zulma, 2000.
- Hommes et Dieux en Égypte, Françoise Dunand & Christiane Zivie-Coche, Cybele, 2006
- L'esprit du temps des pharaons, Erik Hornung, éd. Hachette, 1996.
- Les dieux de l'Égypte - L'un et le multiple, Erik Hornung, éd. Flammarion, 1992.
- Magie et magiciens dans l'Égypte ancienne, Yvan Koenig, Paris, 1994.
- La vie quotidienne des dieux égyptiens, Dimitri Meeks & Christine Favard-Meeks, éd. Hachette, 1993.
- Les prêtres de l'ancienne Égypte, Serge Sauneron, éd. Seuil, 1957.
- Les Dieux de l'Égypte, Claude Traunecker, Que sais-je? no 1194, P.U.F., 1991.
- Max Guilmot, articles in : Revue de l'histoire des religions, 1964-1969,serveur Persée, Min Éducation Recherche

## Philosophie, Théologie et Morale
- La morale égyptienne quinze siècles avant notre ère. Étude sur le Papyrus de Boulaq no 4, Émile Amélineau, Paris, 1892.
- Essai sur l'évolution historique et philosophique des idées morales dans l'Égypte ancienne, Émile Amélineau, Paris, 1895.
- Introduction à l'étude des idées morales dans l'Égypte antique, J. Baillet, Paris, 1912.
- La cosmogonie égyptienne avant le Nouvel Empire, Susanne Bickel, Fribourg, 1994.
- Les cosmo-théologies philosophiques de l’Égypte Antique. Problématique, prémisses herméneutiques et problèmes majeurs, Mubabinge Bilolo, Publications Universitaires Africaines, 1986.
- Les cosmo-théologies philosophiques d'Héliopolis et d'Hermopolis. Essai de thématisation et de systématisation, Mubabinge Bilolo, Kinshasa-Munich, 1987.
- Le Créateur et la Création dans la pensée memphite et amarnienne. Approche synoptique du Document Philosophique de Memphis et du Grand Hymne Théologique d'Echnaton, Mubabinge Bilolo, Kinshasa-Munich 1988; 2e éd., Paris, 2005.
- Métaphysique Pharaonique IIIe millénaire av. J.-C., Mubabinge Bilolo, Kinshasa-Munich 1995; 2e éd., Paris, 2003.
- Origine Égyptienne de la Philosophie, Grégoire Biyogo, éd. Héliopolis, Paris, 1998.
- Origine Égyptienne de la Philosophie. Au-delà d’une amnésie millénaire : le Nil comme berceau universel de la philosophie, Grégoire Biyogo, éd. Menaibuc, 2002.
- Les dieux de l'Égypte - L'un et le multiple, Erik Hornung, éd. Flammarion, 1992.
- L'Orient et les origines de l'idéalisme subjectif dans la pensée européenne. I. la doctrine théologique de Memphis, Aram M. Frenkian, Paris, 1946.
- La philosophie en Orient, Paul Masson-Oursel, 5e éd., Paris, 1969
- Philosophie africaine de la période pharaonique, -2780-330 av. notre ère, Théophile Obenga, éd. L’Harmattan, Paris, 1990.
- La pensée préphilosophique en Égypte, in Encyclopédie de la Pléiade : Histoire de la Philosophie. Tome I, J. Yoyotte, Paris, 1969, p. 1-23.
- Recherches philosophiques sur les Égyptiens et les Chinois, M. De P+++ (Paw?), 2 tomes, Berlin, 1773.

## Textes
- Gustave Lefebvre, Romans et contes égyptiens de l'époque pharaonique, Librairie d'Amérique et d'Orient, 1988

## Vie quotidienne
- Guillemette Andreu, Images de la vie quotidienne en Égypte au temps des pharaons, Hachette, 1992
- Guillemette Andreu, L'Égypte au temps des pyramides : Troisième millénaire avant J.C., Hachette, 1994
- Jan Assmann, Maât, l'Égypte pharaonique et l'idée de justice sociale, Paris, Julliard, 1989
- François Daumas, La civilisation de l'Égypte pharaonique, Arthaud, 1965
- Pierre Montet, La vie quotidienne en Égypte au temps des Ramsès, Hachette, 1946
- Brigitte Riebe, Sahti, femme noire du Nil [détail des éditions]
- Mika Waltari, Sinouhé l'Égyptien [détail des éditions]
- Richard-Alain Jean, Anne-Marie Loyrette, La mère, l’enfant et le lait en Égypte Ancienne. Traditions médico-religieuses. Une étude de sénologie égyptienne, Paris, S.H. Aufrère (éd.), éd. L’Harmattan, coll. « Kubaba – Série Antiquité – Université de Paris 1, Panthéon Sorbonne », 2010, 516 p. (ISBN 978-2-296-13096-8, lire en ligne)